# 제척기간
제척기간(除斥期間)이란 어떤 종류의 권리에 대해 법률상으로 정하여진 존속기간을 말한다. 일정한 기간 안에 행사하지 않으면 해당 권리가 소멸된다.

## 대한민국의 경우
제척기간은 대한민국 민법총칙에 규정되어 있다. 제척기간이나 소멸시효를 정하는 것은 당사자의 권리 유무에 기한을 정함으로써 법 질서를 조속히 안정시키는 데 목적이 있다. 그러나 소멸시효에 대하여는 법률에서 그것을 명시하고 있으나 제척기간은 명시되지 않은 경우도 있는데, 법 조문에 기한을 언급하면서 소멸시효가 명시되지 않은 경우에는 제척기간으로 해석된다.
제척이란 일정한 기간 내에 채권의 신고를 하지 않는 채권자를 변제나 배당에서 제외하는 것을 말한다. 법인의 청산인은 취임한 날로부터 2월 내에 3회 이상의 공고로 채권자에 대하여 일정한 기간 내에 그 채권을 신고할 것을 재촉하여야 한다. 알고 있는 채권자는 청산으로부터 제외하지 못한다(대한민국 민법 제88조 1항, 제89조). 한정승인자·상속재산의 청산에서의 관리인이 일체의 상속채권자·수증자(受贈者)에 공고했을 때에도 같은 재촉을 할 수 있다(제1032조, 제1056조).
소멸시효와 달리 제척기간은 그 기간의 포기·중단·정지라는 문제가 있을 수 없다. 소멸시효의 이익은 당사자가 원용함으로써 재판에서 고려되는 것이지만, 제척기간은 당연히 효력을 발생하기 때문에 법원은 이를 기초로 재판하지 않으면 안된다.

## 같이 보기
- 소멸시효